# Eden*
Eden* là visual novel của Nhật Bản, được phát triển và phát hành bản chính thức bởi Minori. Phiên bản đầu tiên được phát hành dành cho mọi lứa tuổi vào ngày 18 tháng 9 năm 2009 trên hệ điều hành Microsoft Windows. Một phiên bản có chứa nội dung người lớn với tựa đề Eden* Plus+Mosaic được phát hành cùng ngày. Các sản phẩm khác của Minori bao gồm Wind: A Breath of Heart và Ef: A Fairy Tale of the Two.. Một phiên bản chuyển thể truyện tranh manga được minh hoạ bởi Moriki Takeshi và phát hành trên tạp chí Comic Rex của nhà xuất bản Ichijinsha. Phiên bản tiếng Anh của trò chơi được dịch thuật và phát hành bởi MangaGamer trên hệ thống trò chơi Steam vào ngày 30 tháng 1 năm 2015.

## Tổng quan

### Lối chơi
Hầu hết lối chơi trong Eden* yêu cầu ít sự tương tác của người chơi, phần lớn thời gian dành cho việc đọc lời thoại xuất hiện trên màn hình trò chơi. Trò chơi có nhiều mạch truyện và kết thúc khác nhau; cách chơi để dẫn đến các trường hợp đó bao gồm các "điểm quyết định" với nhiều lựa chọn, đó là lúc mà người chơi có thể chọn hướng đi của cốt truyện theo ý muốn, và kết thúc cũng tùy vào sự lựa chọn đó. Người chơi có thể mở ra nội dung người lớn trong trò chơi ở phiên bản dành cho người lớn Eden* Plus+Mosaic.

### Nhân vật

#### Nhân vật chính
Haruna Ryō (榛名 亮)
Lồng tiếng bởi: Majima Junji
Ryō là nhân vật chính mà người chơi sẽ hoá thân trong câu chuyện. Anh bị ruồng bỏ bởi bố mẹ vì hỗn loạn thế giới. Cậu từng sống ở trong rừng và gia nhập lực lượng quân sự trong một lần xô xát. Cậu trở thành chiến bi tinh nhuệ với sự nghiệp thành công trong lực lượng đặc biệt. Sau chiến tranh, cậu được điều đi làm vệ sĩ cho Sion.
Sion (シオン Shion)
Lồng tiếng bởi: Shimura Yumi
Sion là một cô gái thuộc chủng tộc Felix và cũng được biết đến như là "vị cứu tinh của nhân loại". Cô ấy tuy đã 100 tuổi nhưng vẫn ở trong hình dáng của một thiếu nữ. Cô có trí thông minh cao nhất trong tộc Felix và là thành viên quan trọng trong dự án di tản của Trái Đất. Cô ấy từng được sử dụng là vũ khí chính trị và có rất nhiều kẻ địch. Nhưng thực ra, cô ấy chỉ là một cô gái ngây thơ, cô mơ về một cái đẹp ở thế giới bên ngoài vì cô đã bị nhốt trong viện nghiên cứu kể từ khi sinh ra.
Elica (エリカ Erika)
Lồng tiếng bởi: Nakajima Yumiko
Cô là chị gái của Sion và cũng là một người thuộc chủng tộc Felix. Cô cũng bị sử dụng để nghiên cứu như Sion ở viện nghiên cứu. Sau này, cô là bác sĩ cá nhân cho Sion. Cô có mối quan hệ bí mật với Ryō.
Inaba Naoto (稲葉 直人)
Lồng tiếng bởi: Tōchika Kōichi
Ông là lãnh đạo của lực lượng bảo vệ. Trông ông có vẻ bất cần, nhưng thực sự là một người lính rất giỏi. Ông là người đưa Ryō và lực lượng quân sự và cũng như một người anh trai của Ryō.
Lavinia F. Asai (浅井･F･ラヴィニア Asai F. Ravuinia)
Lồng tiếng bởi: Eriko Nakamura
Lavinia là bạn của Ryō và cũng là vệ sĩ của Sion. Cô rất giỏi trong chiến đấu và luôn luôn tuân hành mệnh lệnh.

### Cốt truyện
Trong một tương lai xa, một lượng năng lượng khổng lồ bỗng nhiên xuất hiện ở Sao Hoả, gây nên những hiện trái tự nhiên. Hậu quả là chiến tranh và khủng bố xảy ra ở khắp nơi trên thế giới. Trái Đất chỉ còn tồn tại được 100 năm cho đến ngày diệt vong vì bị tàn phá quá nhiều. Một số người đã thành lập Hội đồng Hợp chủng Quốc tế nhằm thu thập tài nguyên và chống lại hiện tượng. Một bên thì được gọi là "Felix plan". Loài người cần có công nghệ mới để phi hành ra không gian và di cư đến các hành tinh khác, nên họ đã tạo ra một chủng loài mới gọi là Felix bằng cách ghép gen. Felix là loài người với trí thông minh rất cao và cơ thể bất tử. 99 năm sau, một cô gái thuộc chủng tộc Felix tên là Sion, người hiến thân mình cho kế hoạch của loài người đã hoàn thành tất cả nhiệm vụ và quyết định ở lại Trái Đất trong phần đời còn lại. Và rồi, một chàng trai tên là Haruna Ryō, được điều tới để bảo vệ cũng như kiểm soát tự do của cô gái.